# Gagnefs IF
Gagnefs IF (GIF) bedriver idrottslig verksamhet på ideell basis. Föreningen startade 1923 och har idag ca 950 medlemmar. Fotbollen utgör GIF:s primära verksamhet. Övriga verksamheter som bedrivs är tennis, skidor, innebandy och motion. Fotboll, skidor och tennis bedrivs vid GIF:s egna anläggningar, som till stor del finansierade genom kommunala driftsbidrag.
Gagnefs IF har en anläggning på Ängsholnsområdet med fotbolls- och tennisplaner.
Någon kilometer bort ligger motionscentralen med en klubbstuga och några olika spårlängder i en relativt kuperad terräng.

## Fotboll
Gagnefs herrar ligger i 4:an, laget har de senaste åren stabiliserat sig där. 
Gagnefs damer spelar i 3:an, det är ett ungt lag med stor bredd.